# Monte Tumolera
Il Monte Tumolera (1.978 m s.l.m.) è una vetta delle Alpi Graie.

## Geologia

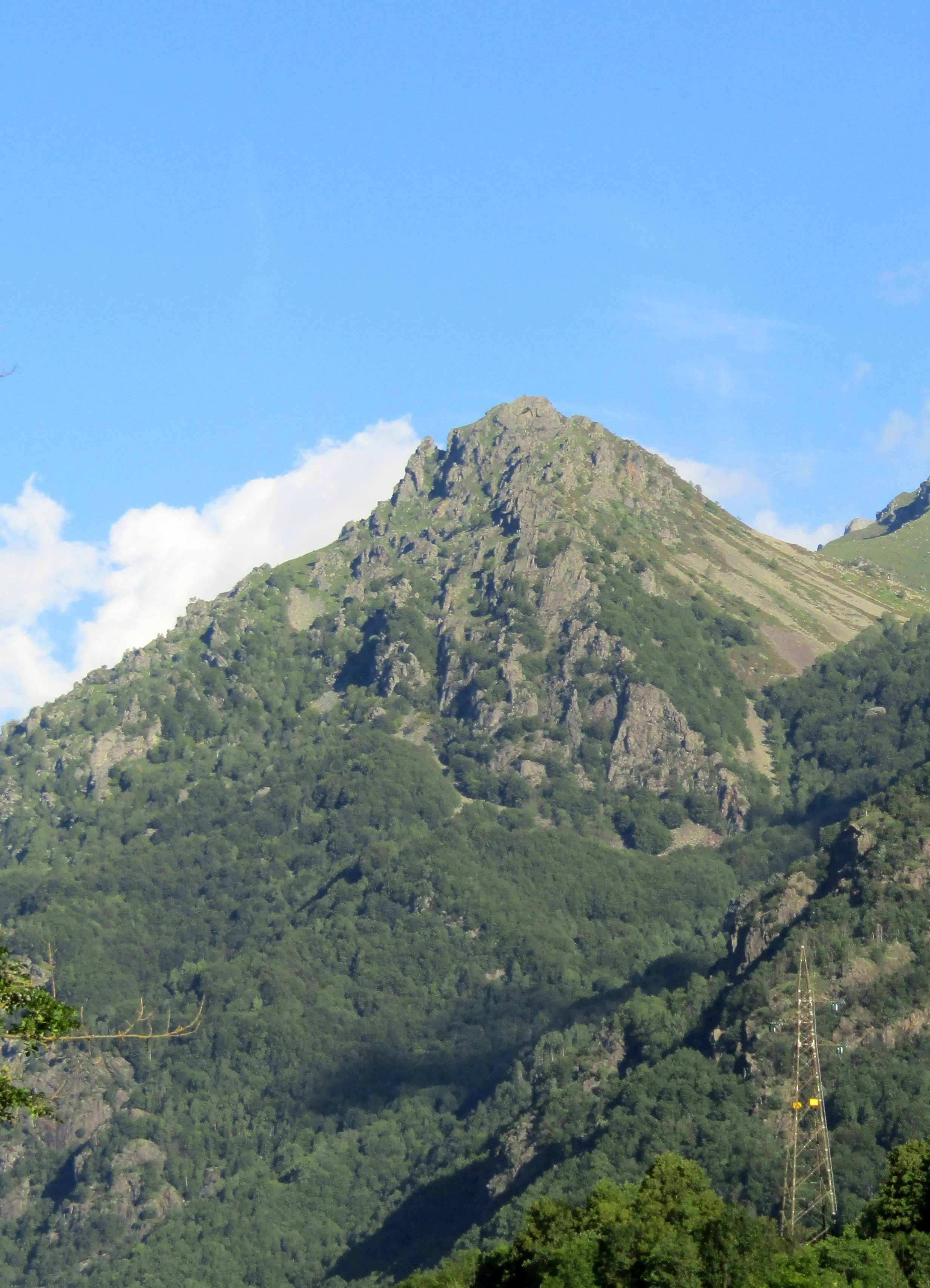
Vista da Villa di Lemmie

La zona attorno al monte Tumolera è caratterizzata da strati di prasinite inclinati verso ovest e dalla presenza di piccoli circhi glaciali.

## Descrizione

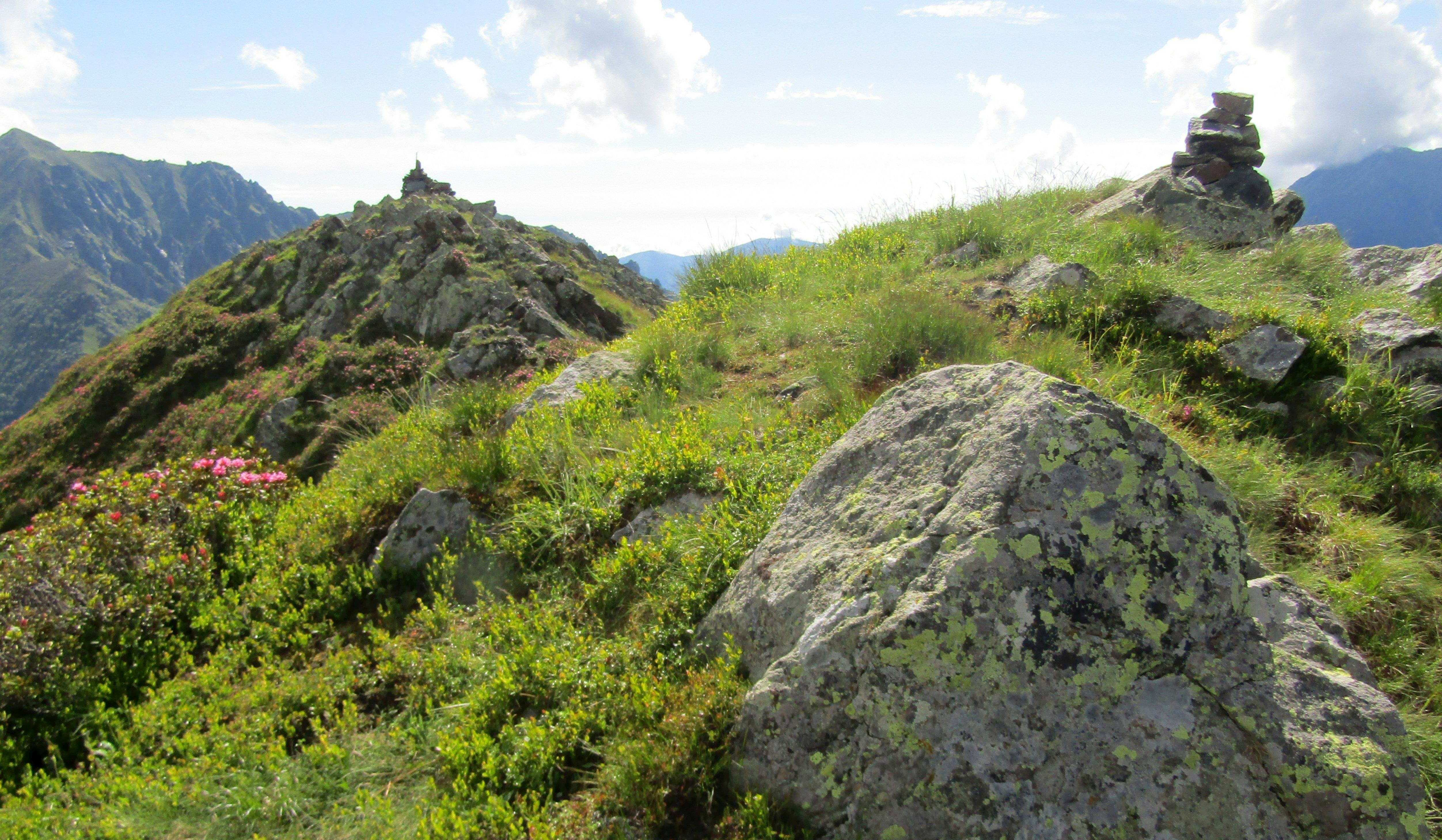
L'anticima e la cima

La montagna si trova in Piemonte in valle di Viù, lungo la cresta spartiacque che divide il Vallone d'Ovarda dal solco principale della Valle di Viù. È collocata sul confine tra i territori comunali di Usseglio e di Lemie  (tutti e due nella città metropolitana di Torino). Presenta una anticima quasi della stessa altezza della cima principale. A nord-ovest un colletto la collega con il Truc d'Ovarda e la ben più alta Torre d'Ovarda, mentre a sud il costolone si easurisce nella valle principale.

## Accesso alla cima

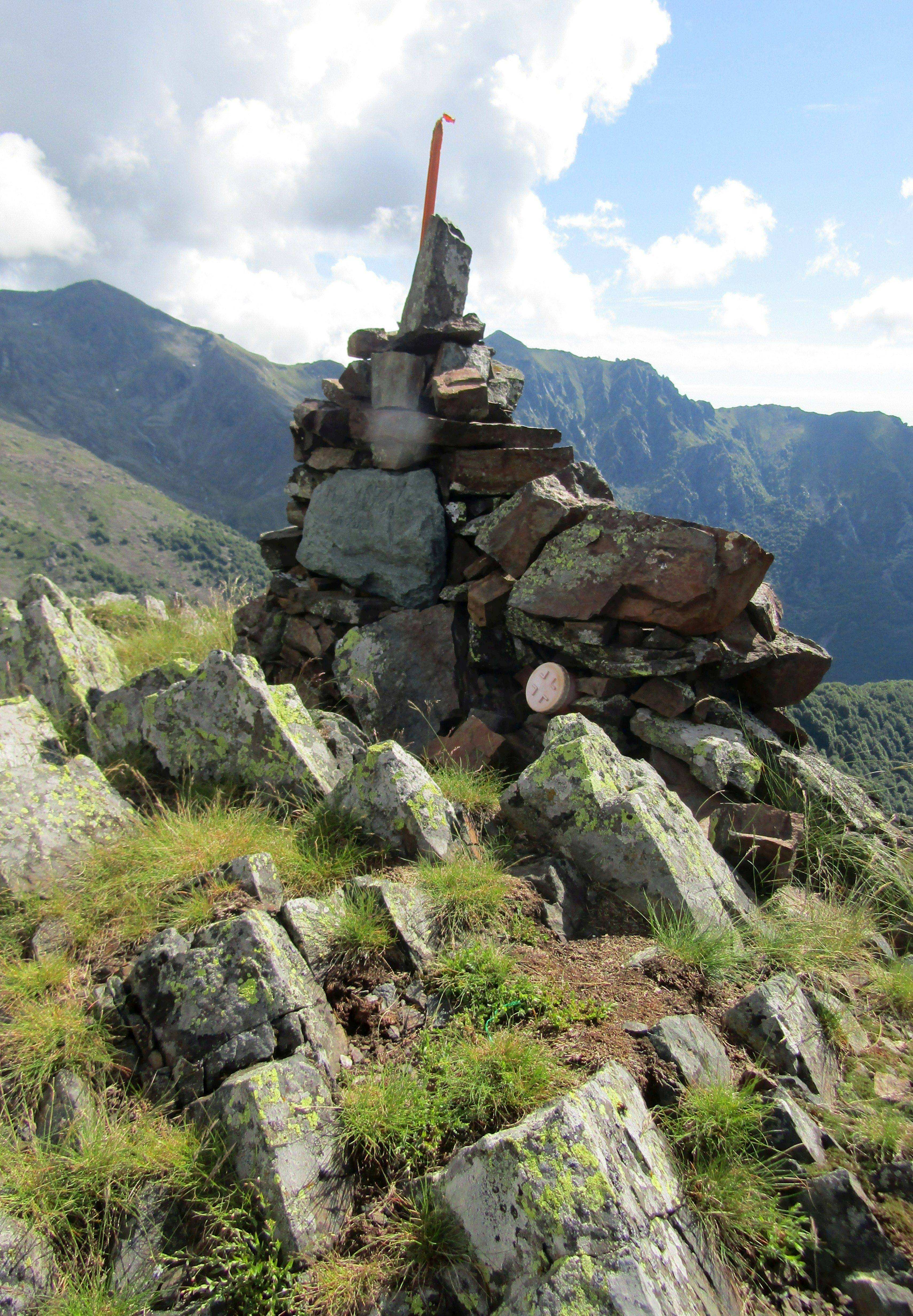
L'ometto sulla cima della montagna.

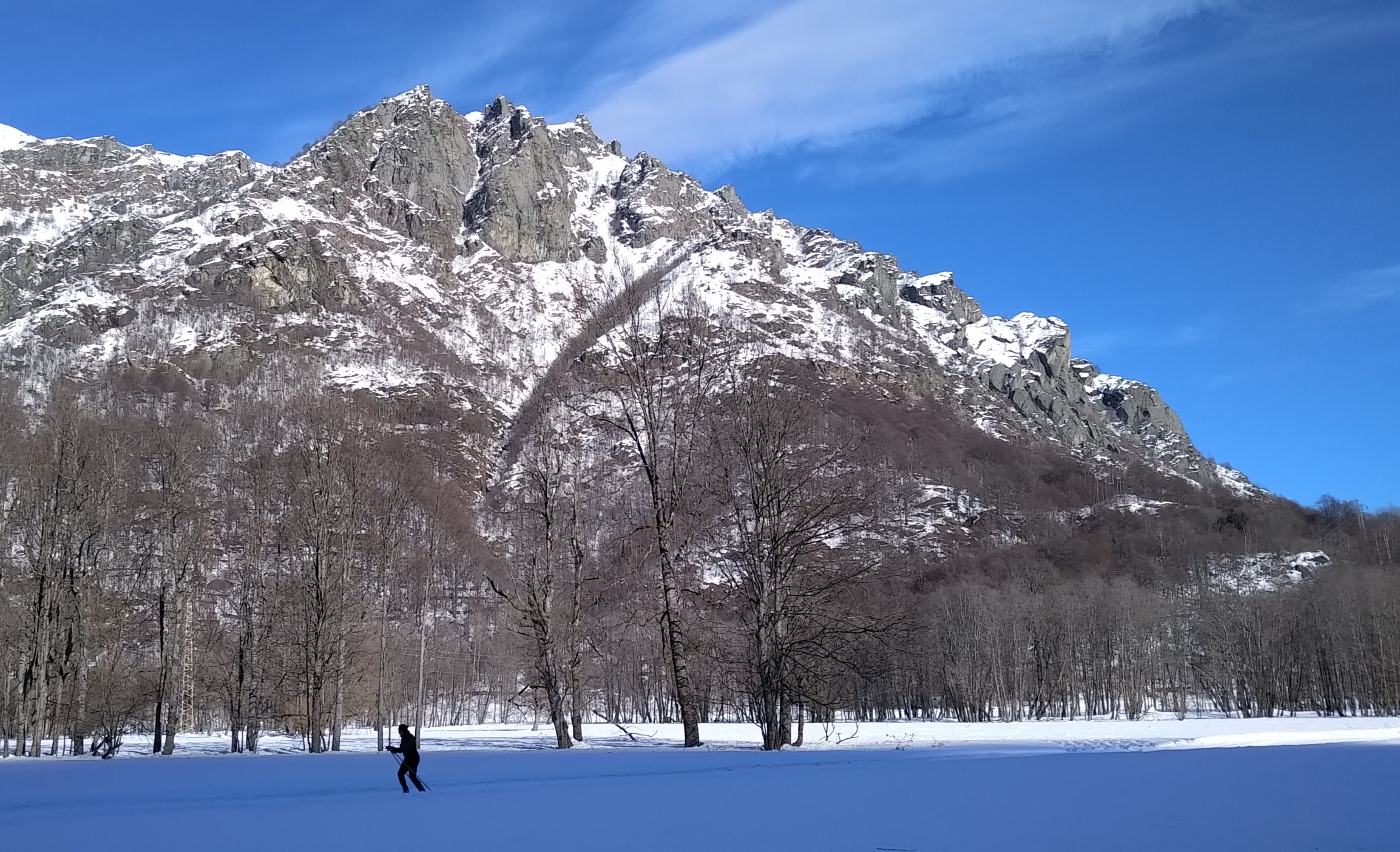
VIsta invernale da Usseglio.

La punta può essere raggiunta con partenza da Piazzette (in comune di Usseglio) o dal vallone di Ovarda (comune di Lemie), in entrambi i casi raggiungendo il colletto a nord-ovest della cima e percorrendo la cresta per cespugli e roccette fino alla cima, che non presenta difficoltà alpinistiche. Il versante affacciato verso la piana di Usseglio è però decisamente più dirupato e caratterizzato da ripide pareti rocciose.
La montagna viene anche spesso salita d'inverno con gli sci o con le ciaspole.